# Tantra (gruppo musicale)
I Tantra sono stati un gruppo musicale attivo durante gli anni ottanta.

## Storia
Celso Valli è il produttore nonché membro principale del progetto. Al riguardo, in una intervista, ricorda così l'esperienza:
Il primo singolo pubblicato è Hills of Katmandu (sotto l'etichetta DDD - La Drogueria di Drugolo). Influenzato dal modus operandi in voga di Giorgio Moroder, il disco vede la partecipazione di Brian Gardner, mastering engineer tra i più attivi nel campo rap americano. È probabilmente il brano più famoso dei Tantra, rimasto in classifica Billboard per ben 45 settimane. Patrick Cowley ne ha realizzato un remix (uscito postumo nel 1988).
Nel 1980 esce Mother Africa. Questo lavoro, rispetto al precedente, ha uno stile più funk, contaminato anche da elementi progressive rock. Tra gli autori del testo, si ricorda Alan Taylor, ex membro dei Ping Pong (band di cui Valli era il tastierista).
Due anni dopo viene pubblicato l'ultimo album: Tantra II. L'opera si avvale di collaborazioni più note. Tra gli strumentisti: Dino D'Autorio e Paolo Gianolio, chitarrista di Mina ed Eros Ramazzotti.

## Formazione
- Celso Valli - produttore, tastiera, testi (1979-1982)
- Ronnie Jackson - testi (1979-1980)
- Alan Taylor - testi (1980)
- Piero Mannucci - mastering (1980-1982)
- Dino D'Autorio - basso (1982)
- Paolo Gianolio - chitarra (1982)

## Discografia
- 1979 – Hills of Katmandu
- 1980 – Mother Africa
- 1980 – The Double Album
- 1982 – Tantra II